# Кубайка (посёлок)
Кубайка (хак. Кубай) — посёлок в Таштыпском районе Хакасии. 
Административный центр упразднённого в 2009 году сельского поселения Большеонский сельсовет.

## География
Находится в 80 км к югу от райцентра — села Таштып — на берегу реки Она. Расстояние до ближайшей ж.-д. станции Абаза — 50 км. Рядом проходит автотрасса А161 Абакан — Ак-Довурак.

## История
Поселение основано в 1920. С 1960 быстро развивалась лесная промышленность. Деловая древесина поставлялась на Абазинский лесокомбинат. В последние годы это направление хозяйства находится в упадке. Вблизи поселения расположен заповедник Малый Абакан.
Законом Республики Хакасия от 19.10.2009 № 98-ЗРХ «Об упразднении муниципального образования Большеонский сельсовет и о внесении изменений в Закон Республики Хакасия „Об утверждении границ муниципальных образований Таштыпского района и наделении их соответственно статусом муниципального района, сельского поселения“», принятым Верховным Советом Республики Хакасия 30 сентября 2009 года все селения Большеонского сельсовета вошли в состав муниципального образования Таштыпский район в качестве межселенной территории.

## Население
| 2002 | 2010 |
| ---- | ---- |
| 57   | ↘41  |

Число хозяйств — 15, население — 74 чел. (01.01.2004), в том числе хакасы, русские, украинцы.